# Clasicismul vienez
Clasicismul vienez (în limba germană: Wiener Klassik) reprezintă un stil muzical dezvoltat la Viena în perioada cuprinsă aproximativ între anii 1781 (anul compoziției de către Haydn a 6 cvartete op. 33 și al stabilirii lui Mozart la Viena) și 1827 (anul morții lui Beethoven). Compozitorii cei mai reprezentativi ai acestei perioade au fost Joseph Haydn, Wolfgang Amadeus Mozart și Ludwig van Beethoven, strâns legați între ei (Haydn era prieten cu Mozart, Beethoven i-a fost elev). Niciunul nu era originar din Viena, dar cea mai mare parte a activității lor creatoare s-a desfășurat în acest oraș, care datorită operelor lor a căpătat o hegemonie în lumea muzicii.
După epoca preclasică, reprezentată prin fiii lui Johann Sebastian Bach, în special Carl Philipp Emanuel Bach (1714-1788) și Johann Christian Bach (1735-1782), și prin Școala din Mannheim (Johann Stamitz, 1717-1757; Christian Cannabich, 1731-1798), cei trei mari compozitori ai clasicismului vienez - Haydn, Mozart și Beethoven - stăpânesc și perfecționează diferite genuri muzicale și procedee componistice, de la linia melodică populară, la polifonia barocă. Ei reunesc stilul galant și sentimental al muzicii preclasice cu diverse trăsături ale muzicii germane, franceze sau italiene, într-o mare varietate de creații, caracterizate printr-o înaltă virtuozitate a formei combinată cu dramatismul muzicii. Acest aspect se recunoaște în toate genurile, de la muzica de cameră, în special cvartetul de coarde dezvoltat de Joseph Haydn și sonata instrumentală, la simfonie, concert pentru instrumente soliste și orchestră, operă (de ex. Mozart) sau în muzica religioasă (Requiem-ul de Mozart sau Missa solemnis de Beethoven), care au devenit modele pentru generațiile următoare. Caracteristic pentru cea mai mare parte a compozițiilor este folosirea în prima mișcare a formei de sonată, nu în manieră schematică, ci într-o mare diversitate a fanteziei creatoare, proprie fiecărui compozitor în parte.
Pentru această evoluție, Viena oferea în acel timp condiții optimale prin multiplicitatea culturii muzicale, devenind capitala europeană a muzicii. Acest fapt a fost posibil și datorită sprijinului moral și financiar al aristocrației înstărite, protectoare a artelor (de ex. prințul Estherházy sau prințul Lobkowitz). Un rol important l-au jucat așa zisele "Academii", care organizau concerte publice.
Unele opinii controversate privind clasicismul vienez
În muzicologia germană există opinii diferite privind perioada istorică și reprezentanții clasicismului vienez. Asfel, Ludwig Finscher limitează Wiener Klassik la operele lui Joseph Haydn și Wolfgang Amadeus Mozart din perioada 1781 până la 1803. Hans Heinrich Eggebrecht documentează prin detalii muzicale amănunțite apartenența lui Ludwig van Beethoven la "Wiener Klassik". Pentru Carl Dahlhaus, clasicismul și romantismul în muzică constituie o singură epocă, epoca clasico-romantică, unitatea între cele două stiluri fiind realizată de Franz Schubert.

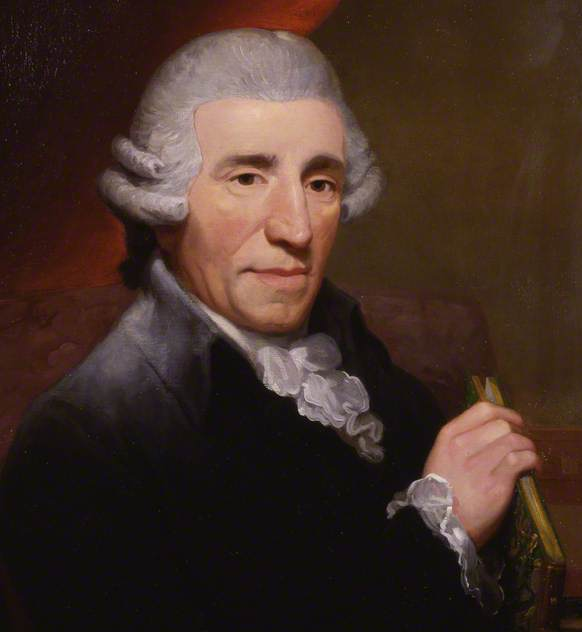
Joseph Haydn
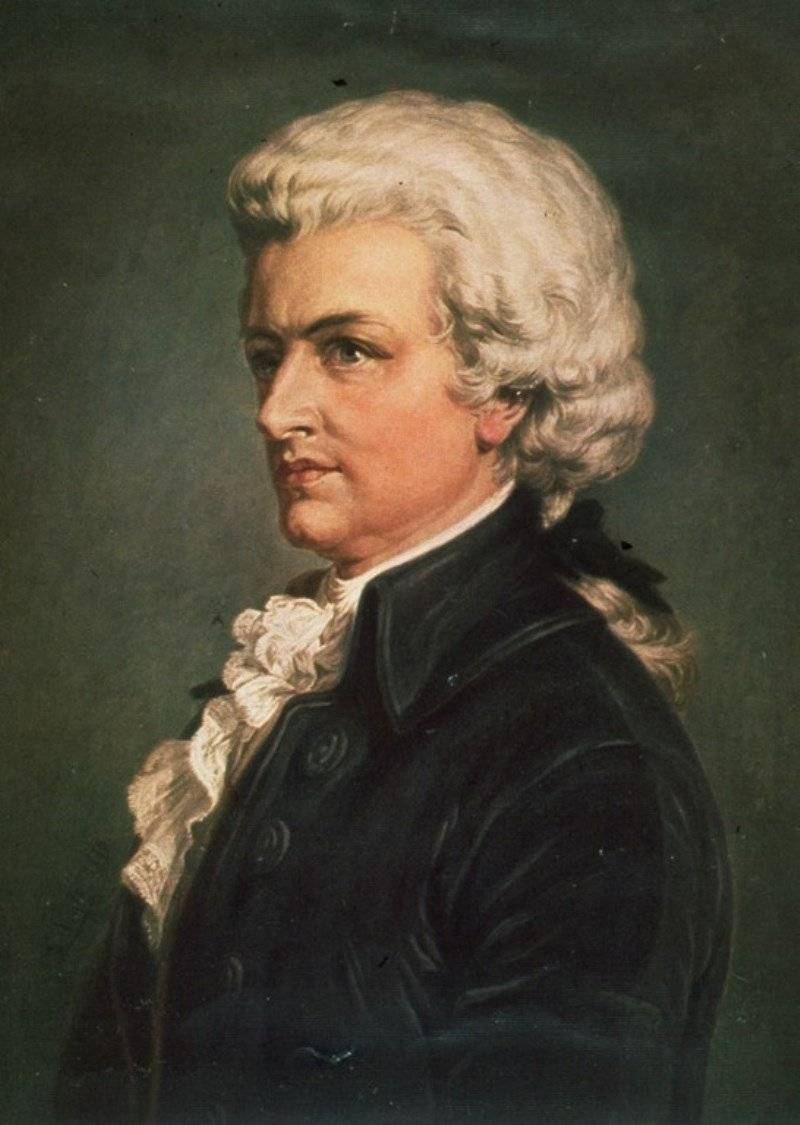
Wolfgang Amadeus Mozart
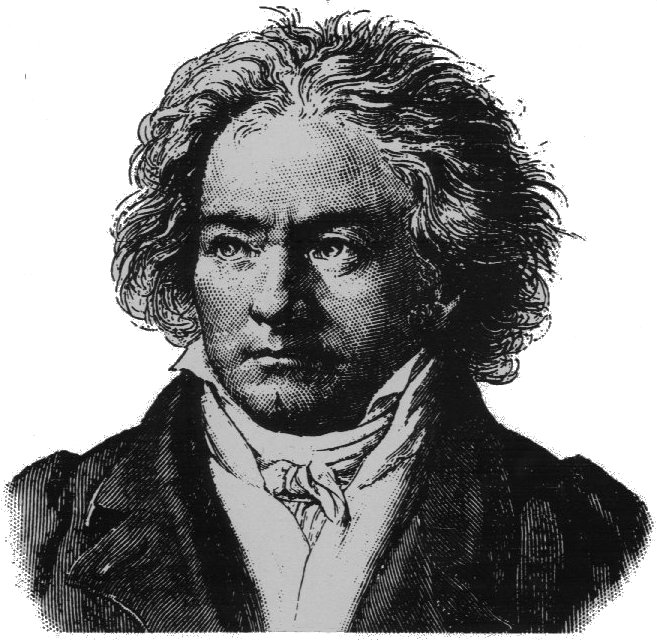
Ludwig van Beethoven